# Terre-de-Bas
Terre-de-Bas é uma comuna francesa, situada no departamento ultramarino de Guadalupe. Conta com mais de 1 030 habitantes. Esta situada na Ilha de Terre-de-Bas.